# Theridion chakinuense
Espèce
Theridion chakinuense est une espèce d'araignées aranéomorphes de la famille des Theridiidae.

## Distribution
Cette espèce est endémique du Turkménistan.

## Étymologie
Son nom d'espèce, composé de chakinu et du suffixe latin -ensis, « qui vit dans, qui habite », lui a été donné en référence au lieu de sa découverte, Chakinu.

## Publication originale
- Wunderlich, 1995 : Beschreibung von drei bisher unbekannten west-paläarktischen Arten der Gattung Theridion Walckenaer 1805 (Arachnida: Araneae: Theridiidae). Beiträge zur Araneologie, vol. 4, p. 691-695.